# 加藤元一
加藤 元一（かとう げんいち、1890年（明治23年）2月11日 - 1979年（昭和54年）5月1日）は日本の生理学者。慶應義塾大学医学部名誉教授。アルゼンチン生物学会・医学協会の名誉会員、米国生理学会の名誉会員でもある。ノーベル医学・生理学賞の候補に3度選ばれている。

## 経歴

### 生い立ち
1890年（明治23年）、岡山県阿賀郡新見町（現：新見市）生まれ。地元に近い旧制岡山県立高梁中学（現：岡山県立高梁高等学校）に進学、1909年（明治42年）卒業し、旧制第一高等学校を経て、京都帝国大学医科大学に進んだ。1916年（大正5年）、京都帝国大学医科大学を卒業。卒業後、同大学生理学教室に入り、1918年に講師となった。

### 慶應大学医学部教授として
1918年12月、28歳の若さで新設された慶應義塾大学医学部の生理学教授に転任。麻酔時の神経興奮伝導の研究に主力を注いだ。当時、神経の麻酔部位における興奮伝導に関する学説は、ドイツのボン大学教授であるヘルマンの「減衰学説」が定説であり、加藤自身もこの説を支持していた。
しかし、その後の研究により、加藤は新たな「不減衰伝導学説」を提唱するに至った。1923年（大正12年）の第2回日本生理学会で「不減衰伝導学説」を発表した。この学説は、麻酔部位における神経興奮伝導が質的には不変であり、量的にのみ変化するという内容である。この説を発表した際には、恩師石川の怒りを買い、大きな衝撃を受けたが、その後も研究を進め、1926年（大正15年）の第12回万国生理学会議（ストックホルム）で実験を公開した。この際、ガマを用いた実験のためにシベリア経由でガマを輸送したものの、全て死亡してしまい、オランダ産の水蛙を代用して実験を成功させた。この学会での発表は高い評価を受け、以後、欧米の生理学界から賛同者が続出した。
この学説は国際的に高く評価され、1927年（昭和2年）、帝国学士院賞を受賞した。この受賞に際しては、3月12日に授賞が決定したものの、同年3月15日、京都帝国大学の石川日出鶴丸らがこれに抗議し、論争が起こった。それでも欧米の生理学者からの支持を背景に、加藤の学説は次第に受け入れられ、1930年代には「不減衰伝導学説」が確立した。1935年（昭和10年）の第15回万国生理学会議（モスクワ）では、加藤は会長パブロフから正賓として招待され、「単一神経繊維の生態副出」と「全か無かの法則の実験」を発表し、大成功を収めた。その後世界で初めて単一神経線維の実験に成功し、今日の神経生理学の発展に寄与した。

### 医学部名誉教授として
その後、加藤は教育者および研究者として活動を続け、1944年（昭和19年）から1952年（昭和27年）まで慶應医学専門部長を務めた。その功績により、慶應義塾賞を受賞したほか、1959年には国際生理科学連合理事に、1960年には国際脳研究機構（IBRO）の名誉会員に選ばれた。1965年（昭和40年）には、日本学術会議主催の第23回国際生理科学会議を主宰し、世界各国から1600名以上の参加者を迎えた。晩年には、海外から、アルゼンチン生物学会および医学協会の名誉会員となり、1965年にアメリカ生理学会の名誉会員に選ばれるなど、国際的にも高い評価を受けた。1976年（昭和51年）に日本学士院会員に選出された。
1979年（昭和54年）5月1日、急性肺炎のため東京で死去した。享年89歳。戒名は「大元院禅覚不減居士」とされ、遺骨は郷里である新見市の雲居寺に埋葬された。また1958年（昭和33年）には、生まれ故郷である岡山県新見市名誉市民になった。
加藤元一は生前に、自らの研究成果を次世代へ伝えるべく多くの著作を残した。代表的なものに、自伝『科学者の歩める道』がある。また、実験に使用した動物の供養のため、1937年（昭和12年）には、東京新宿区の笹寺に「蟇塚」を建立した。彼の業績は、生理学の分野における日本の地位を高めるものであり、現在もその功績は語り継がれている。また、1933年（昭和8年）に正規組織になった応援部の応援部長となり（30年間）、早慶戦を熱心に応援した。

## 慶應応援部長として
加藤元一は、慶應義塾大学において教授として生理学の発展に大きく寄与した一方、大学の応援団としても活躍した。彼の応援団としての活動は、学問や教育の場を超え、学生生活や大学の文化の形成にも深く関わるものだった。加藤は1918年（大正7年）に慶應義塾大学医学部教授に就任した直後から、応援団活動に積極的に関与した。当時の慶應義塾大学は、早稲田大学との間でライバル関係を築きつつあり、早慶戦などのスポーツイベントを通じて大学の士気を高めることが重要視されていた。加藤はこのような学生の活動に共感し、応援団を指導する役割を果たした。
特に注目すべきは、加藤が応援歌の作成や指導に寄与したことであり、慶應の応援文化を形成するうえで、彼は指導者としての立場を活かし、学生たちの団結を促進した。また、応援団の運営に関する助言やサポートを行い、応援活動が学内で尊重され、継続的に発展する基盤を築いた。彼の努力は、単にスポーツイベントの盛り上げにとどまらず、学生たちに慶應義塾の精神を伝え、後進の育成にもつながった。

## 受賞・栄典
- 1927年：帝国学士院賞
- 1966年：日本医師会最高優功賞を受賞。
- 1972年：勲二等瑞宝章を受章[9]。

## 研究内容・業績
- 専門は生理学で、神経を興奮がどのように伝わっていくかのメカニズムの解明をテーマとし、「神経麻酔部位の不滅衰伝導学説」と「単一神経繊維の剔出」の研究で知られる[10]。
- 1928年（昭和3年）、1935年（昭和10年）、1937年（昭和12年）の3度ノーベル生理学・医学賞の候補に挙がっていたものの、受賞を逸したことが明らかになっている[11]。
- 慶応大学医学部に近い笹寺には、その実験を支えた数万匹のカエルたちを供養する「蝦蟇塚」を建立している[8]。

## 家族・親族
- 長男：加藤暎一も医師。慶応義塾大学医学部。

## 著書
- 『不減衰伝導学説』（1924）
- 『生理学』（1934）
- 『科学者の歩める道――不減衰学説から単一神経繊維まで』（1957）